# Ochodze
Ochodze (dodatkowa nazwa w j. niem. Ochotz, w latach 1936-1945 Frühauf) – wieś w Polsce położona w województwie opolskim, w powiecie opolskim, w gminie Komprachcice.
Od 1950 miejscowość należy do województwa opolskiego.
Z Opola dojazd autobusami miejskimi linii nr 8.

## Nazwa
W XII wieku wydzielanie majątku czy kompleksu majątków z ogólnej jurysdykcji wymagało nie tylko udzielenia przywilejów (tutaj wystarczało właściwie ogłoszenie na wiecu książęcej decyzji), ale wyraźnego określenia obszaru objętego immunitetem. Było to tym bardziej konieczne, że wydzielony majątek, a zwłaszcza obszar przeznaczony dopiero do skolonizowania, należało wyodrębnić ze struktury opolnej; z „książęcych” terenów leśnych korzystała bowiem ludność określonych opoli, roszcząc sobie do nich uświęcone dawną tradycją prawa. Na miejsce skomplikowanych powiązań i roszczeń pojawiła się granica linearna, wyodrębniająca objęty immunitetem obszar.
Wytyczenie tej granicy dokonywał książę, często osobiście albo za pośrednictwem wysokich urzędników, obchodząc lub objeżdżając wydzielany teren i wyznaczając granice przez naciosy na drzewach lub wystawianie kamieni granicznych. Taki sposób wytyczania granic, jak również sam ograniczony obszar nazywano ochodzą lub (częściej) ujazdem (łac. circuitio i circumequitatio). 
Według niemieckiego językoznawcy Heinricha Adamy’ego nazwa miejscowości pochodzi od polskiej nazwy oznaczającej chęć - ochoty. W swoim dziele o nazwach miejscowych na Śląsku wydanym w 1888 roku we Wrocławiu jako najstarszą zanotowaną nazwę miejscowości, wcześniejszą od niemieckiej wymienia Ochoc, które tłumaczy jako "Schmausort, Lustort" czyli po polsku "Miejscowość ochoty, ucztowania".
Niemcy zgermanizowali nazwę na Ochotz w wyniku czego utraciła ona swoje pierwotne znaczenie. Po wojnie polska administracja spolonizowała zgermanizowaną nazwę na Ochodze. Obecnie obie nazwy nie wiążą się z pierwszym znaczeniem.

### Historia

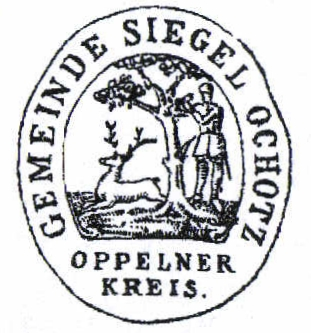
Stara pieczątka z herbem wsi

Pierwsze wzmianka o wsi pochodzi z 1295. Wiadomo, że mieszkańcy płacili wówczas dziesięcinę (zboże) dla kościoła w Chrząszczycach, gdyż miejscowość należała do tamtejszej parafii. Nazwa miejscowości najprawdopodobniej pochodzi od śląskich słów ochodza lub ochoza – oznaczały one miejsce, które należy obejść. Według innej teorii określano tak również osady, których granice ustalano przez wspólny obchód z sąsiadami. W dokumentach pojawiały się również nazwy Ochoze i Ochoc, a w Liber fundationis episcopatus Vratislaviensis (około 1300) nazwa Ochoss.
W 1536 wieś kupili bracia Buchta, razem z sąsiednim Domeckiem. Niewiele wiadomo o późniejszym okresie. W 1783 właścicielem wsi miał być niejaki Koschützki. W 1845 mieszkały w niej 372 osoby, w 1890 – 570, a pod koniec pierwszej dekady XX wieku 638 osób. W 1921 podczas plebiscytu za pozostaniem w granicach Niemiec głosowało 338 mieszkańców, a za Polską 121.
Pod koniec lat 20. w Ochodzach mieszkało 761 katolików i 8 ewangelików. W pobliskiej leśniczówce Frühauf znajdował się pomocniczy urząd leśny nadleśnictwa Prószków. Nazwę leśniczówki przyjęto za nazwę całej wsi w 1936, kiedy to władze hitlerowskie zmieniły wiele nazw miejscowości na brzmiące "bardziej niemiecko" (na polskiej przedwojennej mapie nazwa wsi brzmiała Ochodza). Tuż przed wybuchem II wojny światowej liczba mieszkańców przekroczyła 1000 osób.
Ochodze posiadały w przeszłości własny herb – znajdował się on na pieczęciach gminnych. Przedstawiał on skaczącego jelenia oraz drzewo i stojącego obok niego mężczyznę (myśliwego lub leśniczego). Miał prawdopodobnie nawiązywać do pobliskich lasów oraz istniejącej w nich leśniczówki.

### Zabytki
Do wojewódzkiego rejestru zabytków wpisany jest:
- kościół par. pw. św. Marcina, drewniany, z 1702 r., przeniesiony do wsi z Komprachcic w 1941 r.,

inne zabytki:
- pomnik mieszkańców poległych podczas I wojny światowej
- liczne domy mieszkalne z przełomu XIX i XX wieku.